# 사자춤

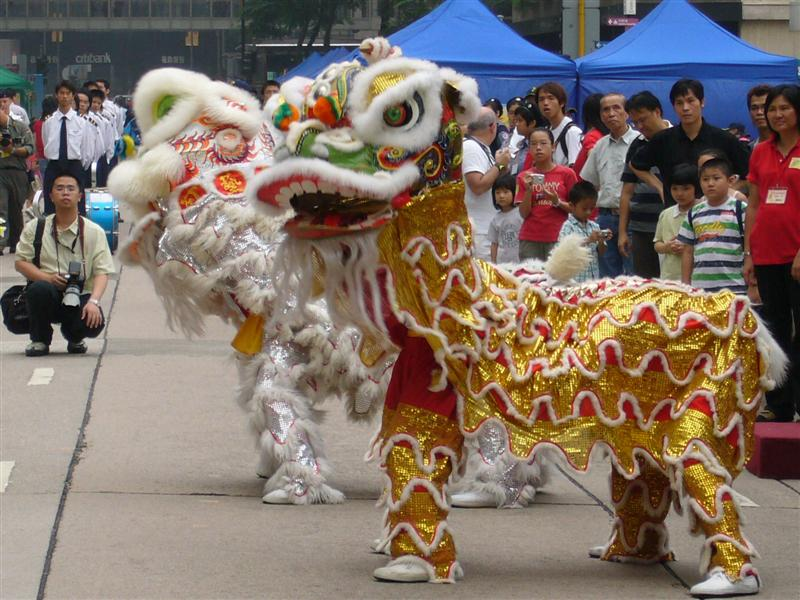
사자춤

사자춤(獅子춤)은 사자의 탈을 쓰고 추는 춤을 말한다. 아시아의 무용이다.

## 같이 보기
- 춘절
- 쇼가쓰
- 뗏
- 설날 (한국)
- 용춤
- 기린 (전설)